# テレオケラス
テレオケラス（Teleoceras）は、絶滅したサイ科の属である。約530万年前に終焉を迎えた新第三紀中新世から鮮新世初期にかけて北アメリカやフランス南西部に生息していた。

## 形態
現代のサイと比較して脚は遥かに短く胸は重厚で、サイよりもむしろカバに近い姿をしていた。カバと同様に半水生だったとされている。鼻先には小さい角が1つあった。体重は重く、1.81トンに達したと推定されている.。

## 発見
テレオケラスの化石はアメリカ合衆国ネブラスカ州のアッシュフォール・フォッシルベッドにおいて最も一般的に見られる化石である。事実、テレオケラスの化石は非常に数が多く集中しており、アッシュフォールで最も化石が集中している建物は「サイの納屋(Rhino Barn)」と呼ばれている。大半の骨格はほぼ完全な状態で保存されており、特異な例では母親の母乳を吸おうとしているテレオケラスの幼体の標本もある。